# 華城連続殺人事件
華城連続殺人事件（ファソンれんぞくさつじんじけん）は、1986年から1991年にかけて大韓民国の京畿道華城（ファソン）郡（現在の華城市）周辺という農村地帯で10代から70代までの10名の女性が強姦殺害された未解決事件で、連続強姦殺人事件。2003年公開の韓国映画、『殺人の追憶』はこの事件をモチーフにしている。2006年4月2日に、最後の事件の公訴時効が成立したことで、全ての事件で犯人を訴追できなくなった。その13年後にあたる2019年に至ってようやく、犯人は1994年に起こした妻の妹への強姦殺人・屍体遺棄で無期懲役を受けている男性だと判明した。

## 概要
この事件では大規模な捜査が行われた。
- 動員数　警察・機動隊合わせ　約167万名
- 容疑者及び捜査対象者　21000名余り
- DNA鑑定　570名
- 毛髪鑑定　180名
- 指紋鑑定　40116名

### 目撃者の証言および状況証拠による犯人像
1. 身長は160～170cm、痩せ型
2. 靴のサイズは24.5cm
3. 年齢は25～27歳（1986年時点、1960年頃の生まれ）
4. 低い声
5. 切れ長、つり目。鼻筋が通っている
6. スポーツ刈が伸びたような髪形
7. 血液型はB型
8. 犯行は被害者の携行品を使用する
9. 白髪混じり
10. 整備工、もしくは機械や金属を10年以上扱っている

2008年には、インターネット上で安養小学生拉致殺害事件で逮捕された39歳の男性が本事件の真犯人かもしれないという文章が掲載され、韓国で話題になったこともあった。だが、この男性が本事件の犯人である信憑性は、当時も低いと見られていた。その理由として、第9の事件で精液等が取得されていることから、もしも彼が犯人であればDNA照合で警察側がすぐに犯人と断定できるはずであるのに、警察は何の動きも起こしていなかったからである。実際、2019年、別の男が本事件の犯人であることが判明している。

### 犯人の特定
2019年9月19日、韓国警察は事件の犯人として50代の男イ・チュンジェを特定したと発表した。現場で採取されたDNAを最新技術で鑑定した結果、刑務所に収監中の男のDNAと一致した。容疑者の実家があった華城市陳雁洞（旧華城郡台安邑陳雁里）の集落で生まれ、20代半ばの1990年代初めまで暮らしていた。華城の事件10件のうち模倣犯罪として犯人が検挙された8件目の事件を除く9件は6件が当時の台安邑で起きていた。特に2件目、6件目の事件はイ容疑者が住んでいた陳雁里の農業用水路や山野で被害者が発見された。韓国検察は10件の事件のうち3件の証拠品からDNAが検出されたことを認めた。容疑者は1994年1月、忠清北道清州市で家に遊びに来た当時20歳の妻の妹を性的暴行して殺害して遺棄したとして、無期懲役の判決を受けて釜山刑務所で服役している男性だった。一連の事件は2006年4月2日に公訴時効が満了しているため罪には問えないという。警察は時効成立後も捜査を続けてきたが杜撰な捜査が批判されている。

### 8件目の事件
1988年9月に発生した8件目の事件は、一連の事件の中では唯一室内での犯行だったため模倣犯とみなされた。
逮捕された農機具修理工の男性は血液型がB型であること、証拠品の陰毛が物証となった。裁判においては、取り調べ中に自白の強要があったことを訴え無罪を主張したが、認められず無期懲役となった。
20年の服役の後に模範囚として仮釈放されたが、家族との連絡も取らずに静かにくらしていたという。
真犯人の自白の後、2020年5月からこの事件の再審が開始された。
証人として出廷した真犯人によって犯人にしか知りえない事実が語られたため、元農機具修理工の男性は無罪となった。

## 事件一覧
| 発生順 | 遺体発見日     | 遺体発見場所         | 被害者の | 備考 |
|        |                |                      | 年齢     | 備考 |
| ------ | -------------- | -------------------- | -------- | --- |
| 1      | 1986年9月15日  | 華城郡台安邑の草むら | 71歳     | 最初の事件。被害者は絞殺され、下半身だけ裸にされていた。 |
| 2      | 1986年10月20日 | 華城郡台安邑の農水路 | 25歳     | 被害者は裸で胸部を刺されており、強姦の痕跡もあった。遺体発見現場で見つかった毛髪等から犯人の血液型はB型と推測された。                                                                                   |
| 3      | 1986年12月12日 | 華城郡台安邑の畑     | 24歳     | 腐乱した状態で発見される。ストッキングで両手を縛られた被害者のショーツが顔に被せてあるなど、遺体には犯人の異常な行動の痕跡が見られた。                                                                  |
| 4      | 1986年12月14日 | 華城郡正南面の農水路 | 23歳     | 腐乱した状態で発見される。被害者は第3の事件とほぼ同じストッキングで両手を縛られた状態で発見されたうえ、被害者の傘で陰部を何度も刺されていた。                                                           |
| 5      | 1987年1月10日  | 華城郡台安邑の畑     | 18歳     | 絞殺。ストッキングで両手を縛られた状態で発見。犯人のB型の血液と精液が検出される。 |
| 6      | 1987年5月2日   | 華城郡台安邑の山中   | 30歳     | 松の木で覆われた遺体のそばで犯人のものと思われるスニーカーの足跡が発見される。 |
| 7      | 1988年1月14日  | 水原市華西駅付近の畑 | 19歳     | 被害者はクリスマスイブから行方不明になっていた。ブラウスで両手を縛られた状態で発見。強姦の上絞殺。 |
| 8      | 1988年9月7日   | 華城郡八灘面の農水路 | 52歳     | バスに乗った犯人と思われる男がバス運転手などに目撃される。 |
| 8      | 1988年9月16日  | 華城郡の被害者の自宅 | 13歳     | 無関係の男性が模倣犯とされ冤罪で20年投獄された。 |
| 9      | 1990年11月15日 | 華城郡台安邑の山中   | 14歳     | 学校帰りに殺害され、ストッキングで両手を縛られた状態で発見。被害者の陰部には被害者の所持品であるボールペン、スプーン、フォークが挿入されており、犯人のものと思われる血液型B型の精液、白髪が発見される。 |
| 10     | 1991年4月3日   | 華城郡東灘面の山中   | 69歳     | 自宅付近で殺害され、下半身裸の状態で発見。最後の事件。当時の公訴時効（15年）である2006年4月2日をもって全事件の時効が成立し、犯人の罪を問えなくなった。                                                  |

## 参考
- 別冊映画秘宝『実録 この殺人はすごい!』（洋泉社、2009年刊行、ISBN 9784862483263）に収録 - 李策「『殺人の追憶』のオリジン、韓国の未解決事件をたどる」
- 事件の概要
- 「華城連続殺人事件」犯人に送る手紙　執念の刑事の叫び（朝鮮日報の記事）
- シネマの舞台裏 華城連続殺人事件　～殺人の追憶～
- 残忍すぎる性的暴行の末、女性10人を殺害…韓国史上最悪の連続殺人犯はなぜ「自白」したのか　華城連続殺人事件 前編（文春オンライン）
- 韓国史上最悪の連続殺人事件で“冤罪”に…素朴な修理工は「塀の中の20年」をどう耐えたのか　華城連続殺人事件 後編（文春オンライン）

]